# Kerem Mustafayev
Kerem Mustafayev (en azéri:Kərəm Nəriman oğlu Mustafayev; né le 1er juillet 1962, district de Norachen à Nakhtchivan) est un Colonel général des forces armées azerbaïdjanaises, vice-ministre de la Défense de la République d'Azerbaïdjan.

## Formation
- En 1983, Kerem Mustafayev est diplômé de l'École Supérieure des commandants de l'Armée générale de Bakou ;
- En 2002 diplômé de l'Université d'État de Nakhtchivan ;
- En 2006 de l'Académie militaire des Forces armées de la République d'Azerbaïdjan.

## Service militaire
De 1983 à 1992, Kerem Mustafayev sert comme :
- commandant de peloton ;
- commandant de division et commandant de bataillon ;
- commandant de tabellion dans les forces armées de l'URSS[2].

Depuis 1992 :
- commandant de bataillon dans les Forces armées azerbaïdjanaises ;
- chef adjoint d'état-major-commandant de la brigade spéciale de fusiliers motorisés renforcés ;
- commandant de la brigade spéciale de fusiliers motorisés renforcés ;
- commandant de la division des fusiliers motorisés et commandant du corps de l'armée.

## Décorations
- Ordre Drapeau azerbaïdjanais (2003)
- Médaille Mérites militaires (2006)
- Médaille Pour la Patrie (2009)
- Ordre Pour le service à la patrie, 3e classe (2011)
- Ordre Pour le service à la patrie, 2e classe[3].